# Оскольський провулок
Оско́льський прову́лок — провулок у Голосіївському районі міста Києва, місцевість Цимбалів яр. Пролягає від Малокитаївської вулиці до вулиці Ціолковського.

## Історія
Провулок виник у 1-й половині XX століття. Сучасна назва — з 1950-х років.